# Carlos Hernández Bailo
Carlos Hernández Bailo (né le 27 décembre 1958 à Barcelone) est un coureur cycliste professionnel espagnol. 

## Palmarès

### Résultats année par année
- 1980
  - 2e étape du Tour de Ségovie
- 1981
  - 5e étape du Tour de Cantabrie
  - 4e étape du Tour de Castille
- 1982
  - Classement général du Tour d'Aragon
  - 1rea étape du Tour de La Rioja (contre-la-montre par équipes)
- 1983
  -  Champion d'Espagne sur route
  - 14e étape du Tour d'Espagne
  - Prologue du Tour d'Aragon (contre-la-montre par équipes)
  - Circuit de Getxo
- 1984
  - 3e étape du Tour de l'Avenir (contre-la-montre par équipes)
  - 2e de la Subida a Urkiola
  - 2e de la Hucha de Oro
- 1985
  - 4eb étape du Tour d'Aragon (contre-la-montre)
  - 2e du Tour d'Aragon
- 1986
  - 2e du Trophée Castille-et-León
  - 3e du GP Llodio
  - 3e de la Subida al Naranco
  - 8e du Tour de Catalogne
- 1987
  - 1rea étape du Tour de Murcie
  - 12e étape du Tour d'Espagne
  - 4e étape du Tour des Asturies
  - 2e du Tour de Murcie
- 1988
  - Tour de Murcie :
    - Classement général
    - 5eb étape

  - GP Llodio
- 1989
  -  Champion d'Espagne sur route
  - 1re étape du Trophée Castille-et-León
  - 3e du Tour d'Aragon
- 1990
  - 2eb (contre-la-montre par équipes) et 11e étapes du Tour d'Espagne
- 1992
  -  Classement de la montagne du Tour d'Espagne
  - 2e du Trofeo Calvia
  - 3e du championnat d'Espagne sur route

### Résultats sur les grands tours

#### Tour de France
6 participations
- 1983 : 55e
- 1984 : 53e
- 1985 : 76e
- 1986 : 53e
- 1987 : 128e
- 1992 : 85e

#### Tour d'Espagne
10 participations
- 1981 : abandon (18e étape)
- 1982 : 73e
- 1983 : 28e, vainqueur de la 14e étape
- 1985 : 36e
- 1986 : 51e
- 1987 : 23e, vainqueur de la 12e étape
- 1988 : 27e
- 1990 : 31e, vainqueur de la 11e étape
- 1991 : 110e
- 1992 : 22e,  vainqueur du classement de la montagne